# 마쓰오카 료스케
마쓰오카 료스케(일본어: 松岡 亮輔, 1984년 10월 23일 ~ )는 일본의 전 축구 선수이다.

## 구단 경력
그는 2007년부터 2020년까지 J리그의 비셀 고베, 주빌로 이와타, 몬테디오 야마가타, 후지에다 MYFC에서 활동하였다.